# 羅渣士體育館
羅渣士體育館（英語：Rogers Arena；2010年7月前稱為通用汽車體育館）是一座位於加拿大卑詩省溫哥華的室內體育館，由羅渣士通訊集團冠名贊助。體育館現為國家冰上曲棍球聯盟（NHL）溫哥華加人隊的主場，而2010年冬季奧林匹克運動會的部份冰上曲棍球賽事亦於此處舉行，是冬季奧運會歷來首次使用NHL標準的冰球場作冰球比賽。由於國際奧委會不允許奧運比賽場地冠以贊助商的名字，體育館於奧運期間被稱為加拿大冰球場（Canada Hockey Place）。
體育館在舉行冰球比賽時可以容納18,860名觀眾，在舉行籃球比賽時則可容納19,700人。館內另設有88間豪華套房、12個招待室、以及2,195個俱樂部坐位。
體育館連接溫哥華架空列車的體育館—華埠站（Stadium-Chinatown Station）。

## 歷史
體育館於1995年建成，耗資1.6億加元，取代位於太平洋國家博覽會會場的太平洋體育館（Pacific Coliseum）成為溫哥華舉行主要活動的場館，以及溫哥華加人隊的主場。国家袋棍球联盟（NLL）溫哥華烏鴉隊和國家籃球協會（NBA）溫哥華灰熊隊亦曾以該館為主場，唯現時灰熊隊已遷往美國孟菲斯，而烏鴉隊亦已退出所屬聯盟。
2006年11月8日，Francesco Aquilini 成為體育館和加人隊的唯一擁有者。該交易於同年12月4日獲NHL當局批准
。

### 設備升級

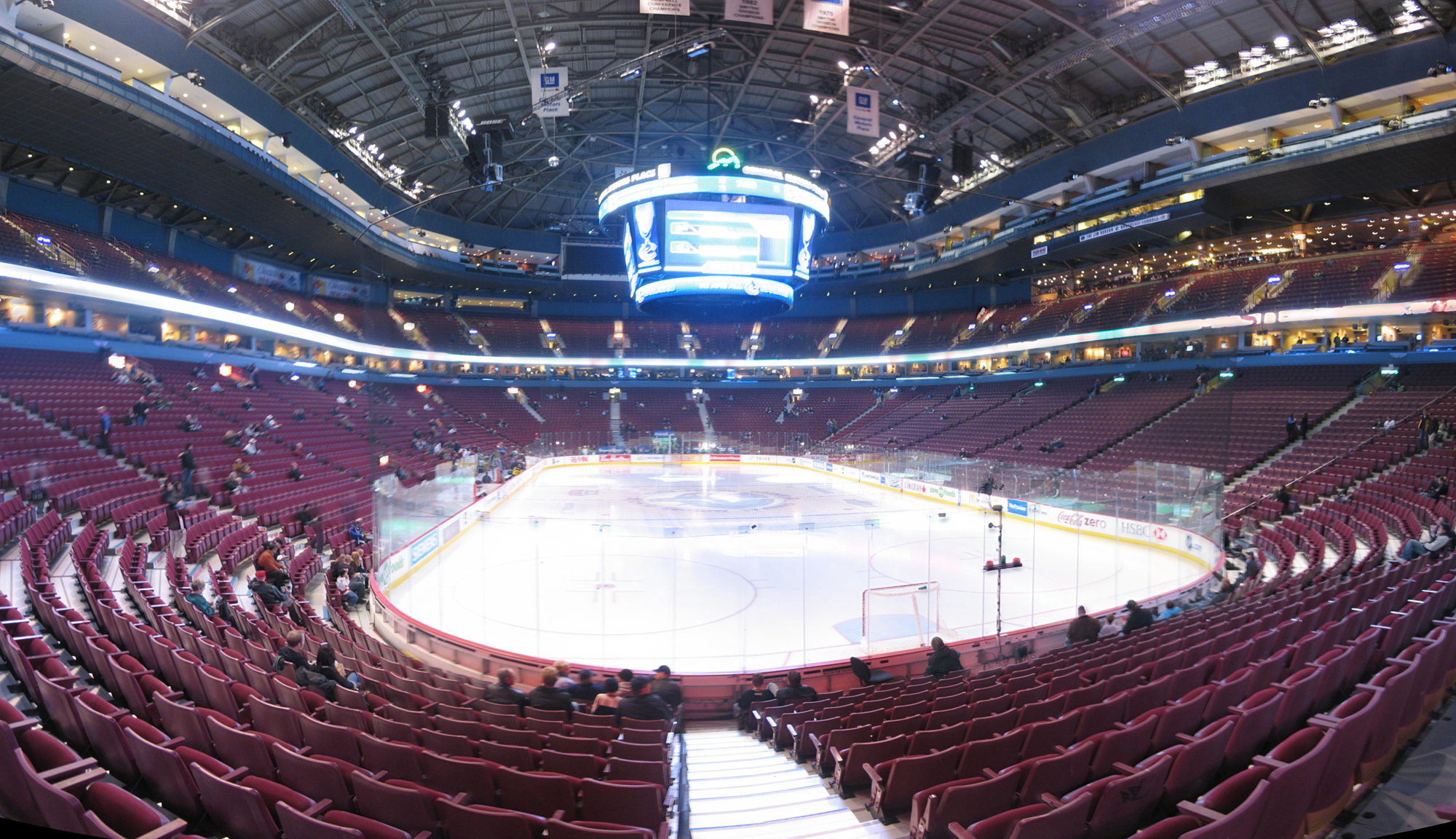
體育館內部

2006年年中，當局將通用汽車體育館的設備升級。首先在體育館上層觀眾席位置安裝一塊環繞全場的 ProAd LED 帶狀顯示板，然後將舊有的記分板拆除，換上價值5百萬加元的 ProStar LED 記分板。原有的三菱 Mark IV 顯示器因所需的替換零件在全球供不應求，不足以應付整個2006年—2007年NHL球季，所以當局決定予以更換。
全新的LED記分板由四塊全NHL最大的顯示板組成。每一塊顯示板長13.5英尺，闊24英尺，可以顯示4.4萬億色的闊螢幕影像，其他NHL體育館的顯示板均無可比擬。另外在記分板的四個角落均設有一塊5.5英尺乘13.5英尺的小型顯示板，而上下的位置則設有環形顯示板。整個計分板約重49,000磅，比原有的輕百份之2。
當局原本預計需要3個星期來組裝，結果只用了1個星期便完成，唯設備升級後的第一場賽事仍出現少許技術故障。

## 過去重大活動
- 第一個在體育館舉行的活動是布萊恩·亞當斯（Bryan Adams）演唱會
- 世界摔跤聯盟（WWF）製作付費收看（Pay-Per-View）節目 In Your House（英语：In Your House）（1996年）以及 WWF Rock Bottom（英语：WWF Rock Bottom）（1998年）
- 1996年舉行冰上曲棍球世界盃
- 1998年舉行NBA選秀會
- 1998年舉行NHL全明星賽
- 2001年舉行世界花式溜冰錦標賽
- 樂隊槍與玫瑰於2002年舉行巡迴演唱會「Chinese Democracy Tour（英语：Chinese Democracy Tour）」，因隊中主音歌手埃克索爾·羅斯缺席而引發騷動。
- 中僑慈善群星夜2003年-2008年
- 2003年／2005年：左麟右李（譚詠麟 + 李克勤）美加巡迴演唱會
- 劉德華「如果有一天」美加巡迴演唱會（2003年）
- 2004年11月9日：容祖兒「Show Up! 巡迴演唱會」溫哥華站
- 樂隊U2在體育館內為2005年巡迴演唱會「Vertigo Tour（英语：Vertigo Tour）」進行排練，並為歌曲 City of Blinding Lights 拍攝音樂錄影帶。
- 2005年：許冠傑美加巡迴演唱會
- 2006年世界青年冰上曲棍球錦標賽
- 2006年舉行NHL選秀
- 2007年5月28日：警察樂隊重聚巡迴演唱會（Reunion Tour（英语：The Police Reunion Tour））首站
- 2010年冬季奧林匹克運動會期間舉行部份冰上曲棍球賽事
- 2010年12月14日：陳奕迅 《DUO 陳奕迅2010演唱會》溫哥華站
- 2010年12月23日：周杰倫 《超時代演唱會》溫哥華站
- 2013年10月29日：羅志祥 《舞極限演唱會》溫哥華站
- 2013年12月3日：陳奕迅 《EASON's LIFE演唱會》溫哥華站
- 2013年12月12日：陳奕迅 《ANOTHER EASON's LIFE演唱會》溫哥華站
- 2017年11月8日：五月天 《人生無限公司巡迴演唱會》溫哥華站
- 2018年8月20至25日：第八届Dota 2國際邀請賽
- 2022年8月10：SEVENTEEN 《BE THE SUN》世界巡迴演唱會溫哥華站
- 2024年3月7日：薛之谦 《天外来物世界巡回演唱会》

## 圖片

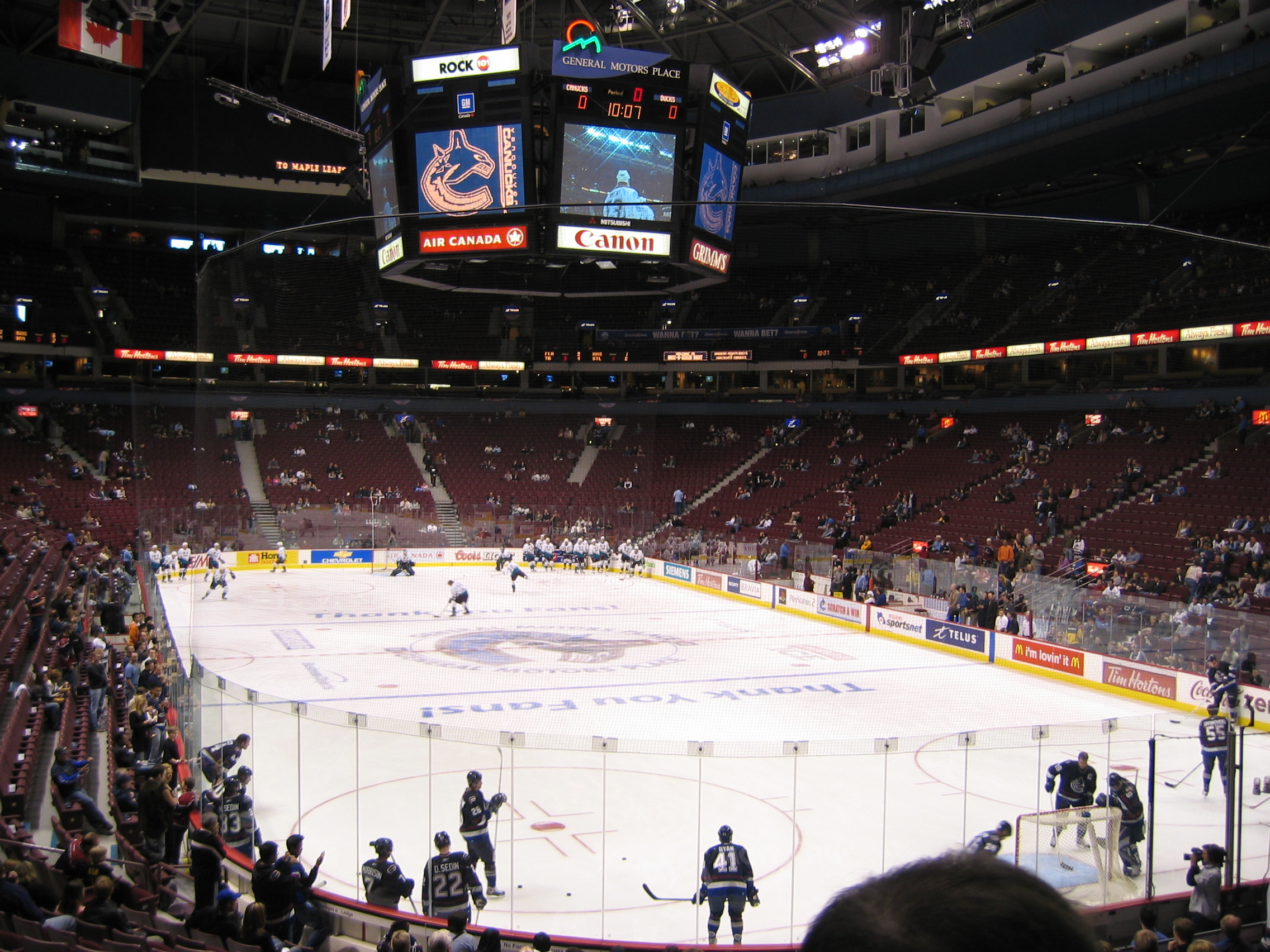
體育館內的情況：球員正在進行賽前熱身（留意圖片中的舊記分板）
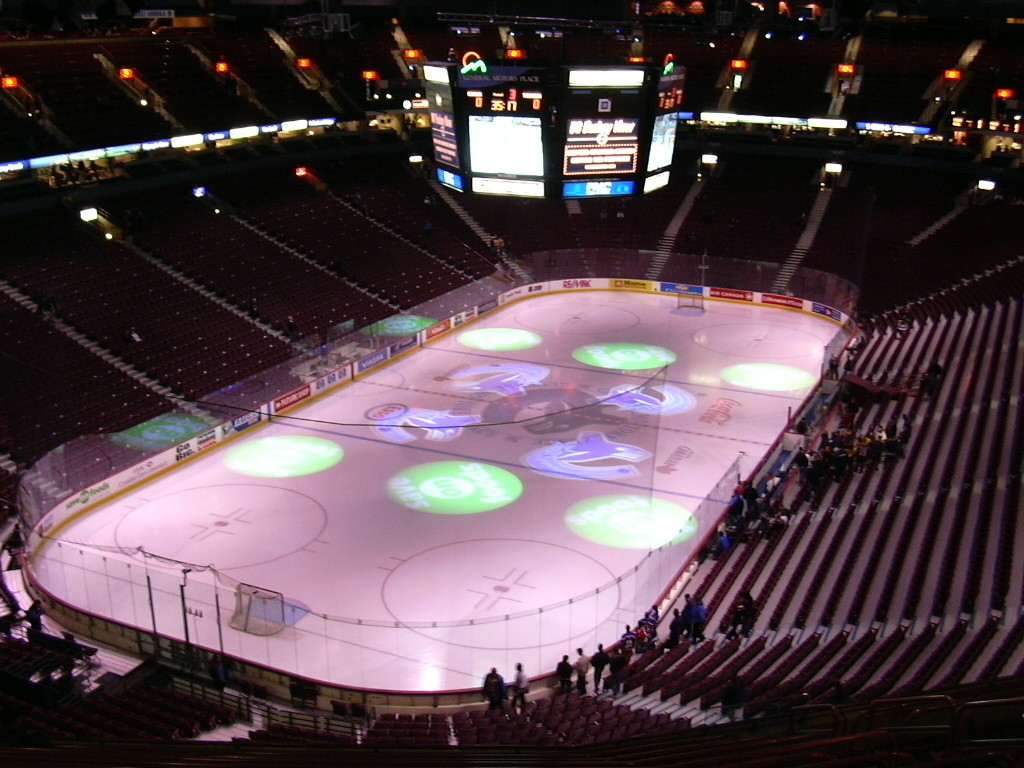
體育館比賽前的情況（攝於2003年，當時設備尚未升級）
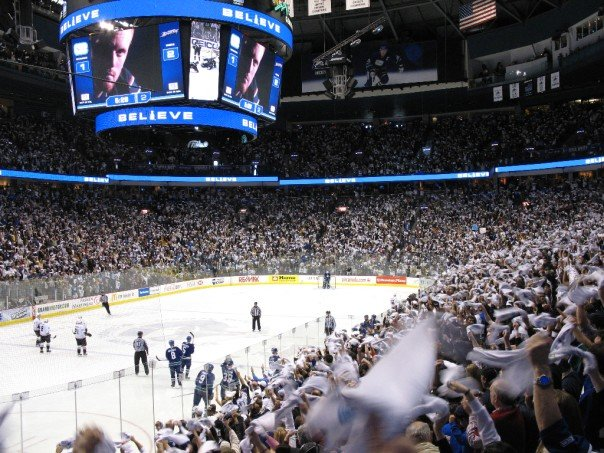
溫哥華加人隊於體育館內比賽時的情況
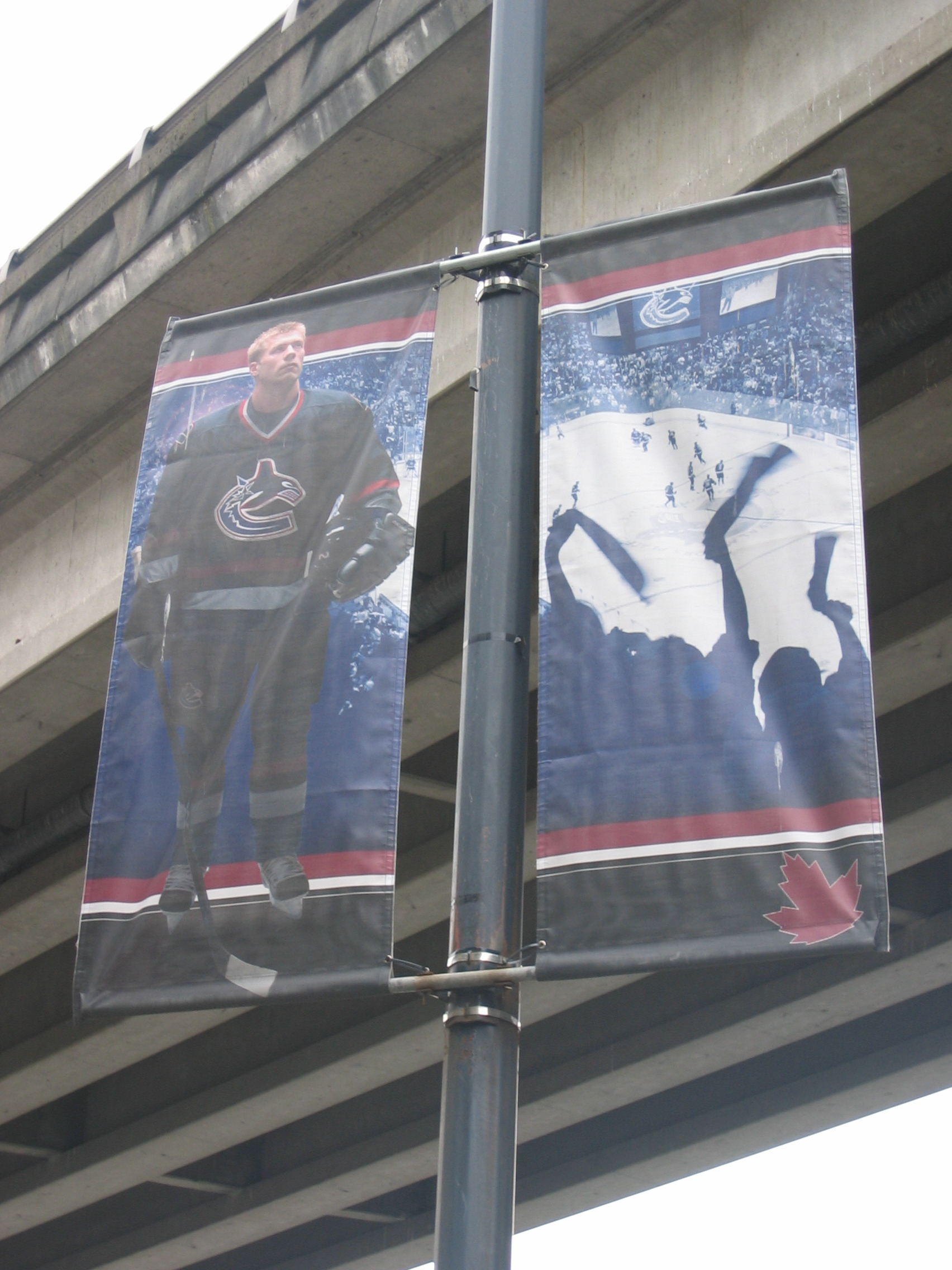
位於體育館外的溫哥華加人隊宣傳旗幟

## 外部連結
- （英文）羅渣士體育館官方網頁

| 前任： 第一個體育館               | 溫哥華灰熊隊主場 1995年—2001年 | 繼任： 金字塔體育館 2001年—2004年 |
| 前任： 太平洋體育館 1970年—1995年 | 溫哥華加人隊主場 1995年—今     | 繼任： 現任                       |

49°16′40.11″N 123°6′31.54″W / 49.2778083°N 123.1087611°W